# Henry Ward Ranger
Pour les articles homonymes, voir Ranger.
Henry Ward Ranger, né le 29 janvier 1858 à Syracuse dans l'État de New York et décédé le 7 novembre 1916 à New York dans le même état, est un peintre américain, spécialisé dans la peinture de paysage et la peinture de marine. Fondateur de la colonie artistique d'Old Lyme, il est connu pour ses peintures de paysages qu'il réalise souvent en plein air dans un style rappelant l'école de Barbizon, l'American Barbizon School, et le tonalisme.

## Biographie

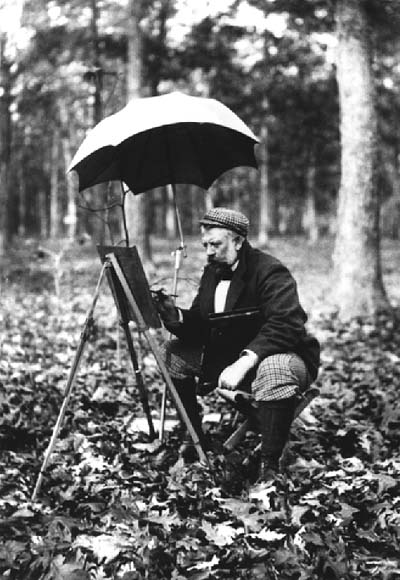
Photographie d'Henry Ward Ranger au travail (vers 1890)

Henry Ward Ranger naît à Syracuse dans l'État de New York en 1858. Jeune homme, il étudie la musique et le dessin auprès de son père. Il fréquente ensuite pendant deux années l'université de Syracuse avant de s'installer en 1878 à New York où il découvre les toiles de l'école de Barbizon. Il étudie les beaux-arts tout en travaillant comme critique musical pour plusieurs journaux de la ville.
En 1883, il épouse Helen Jennings, une actrice divorcée avec un fils, et part avec sa famille en Europe. Il s'installe d'abord à Paris, puis à Laren aux Pays-Bas. Sur place, il côtoie les peintres Jozef Israëls, Anton Mauve et les frères Jacob et Willem Maris de l'École de La Haye et adopte alors leurs sujets et leurs méthodes de travail. En raison de la faible élévation terrestre des Pays-Bas, il acquiert sur place une technique particulière quant à la représentation et la mise en lumière du ciel et des nuages, qui devient caractéristique de ses premiers tableaux.
En 1888, il retourne à New York et y installe son studio afin de pouvoir peindre la région et d'être plus proche du marché des collectionneurs américains, tout en continuant à se rendre durant plusieurs années aux Pays-Bas, où il continue à peindre et sert d'intermédiaire pour l'achat d’œuvres pour le marchand d'art William Macbeth. En 1892, il présente sa première exposition à la galerie Knoedler et reçoit des critiques élogieuses, notamment d'Arthur Hoeber (en). Il devient l'un des chefs de file du tonalisme, au même titre que George Inness. En 1894, il expose à la galerie Macbeth une sélection de toiles dont la majeure partie furent réalisés lors d'un voyage au Canada. Durant cette période, malgré son refus d'enseigner l'art, il offre ses conseils aux jeunes peintres Frank Montague Moore ou Paul Dougherty (en).
En 1899, il séjourne durant l'été à Old Lyme dans le comté de New London dans l'état du Connecticut. Sur place, il loue une chambre dans la pension de miss Florence Griswold (en) avec qui il se lie d'amitié. Amoureux des lieux qui lui rappellent les paysages de l'école de Barbizon, il propose à plusieurs amis et collègues peintres de le rejoindre l'été suivant sur place, réunion qui marque la naissance de la colonie artistique d'Old Lyme, dont le but est de peindre en plein air les paysages de la région. En 1902, le groupe organise une première exposition sur place, avec des œuvres de Ranger, Lewis Cohen, Henry Rankin Poore, Louis Paul Dessar, William Henry Howe, Allen Butler Talcott, Clark Voorhees, Frank DuMond, Gifford Beal, Walter Griffin et Arthur L. Dawson parmi d'autres.
L'ascendance du tonalisme dans la colonie subit un coup d'arrêt en 1903 lorsque le peintre Childe Hassam s'installe et que l'impressionnisme s'impose peu à peu. En 1904, trouvant que la colonie d'Old Lyme était devenue trop grande pour lui, il s'installe pour l'été à Noank (en), une petite ville côtière proche d'Old Lyme. Sur place, il continue à peindre ses sujets de prédilection, comme les fôrets, les bords de côtes et les champs agricoles de la région. Il effectuera plusieurs retraites estivales dans cette région au cours des années suivantes. Membre du National Arts Club (en), de l'American Watercolor Society et du Lotos Club (en), il est élu en 1906 à l'académie américaine des beaux-arts. Au début des années 1910, il visite la Jamaïque et Porto Rico. En 1914, il publie ses mémoires dans le livre Art-talks with Ranger.
Il décède à New York en 1916 à l'âge de 58 ans et est enterré au cimetière d'Oakwood à Syracuse (en). Il lègue une partie de sa grande fortune au Smithsonian American Art Museum de Washington en laissant pour consigne que ce don devait servir à l'acquisition et la promotion de l'art américain.
Ces œuvres sont notamment visibles ou conservées au Brooklyn Museum et au Metropolitan Museum of Art de New York, à la National Gallery of Art et au Smithsonian American Art Museum de Washington, au Florence Griswold Museum d'Old Lyme, au Detroit Institute of Arts de Détroit, à l'Art Institute of Chicago, au Davis Museum (en) de Wellesley, au Lauren Rogers Museum of Art (en) de Laurel, au Chrysler Museum of Art de Norflok, au Minneapolis Institute of Art de Minneapolis, au Memphis Brooks Museum of Art (en) de Memphis, au Cleveland Museum of Art de Cleveland, à la Addison Gallery of American Art (en) d'Andover, au Memorial Art Gallery de Rochester, à la Brigham Young University Museum of Art (en) de Provo et au musée d'Art de San Diego.

## Œuvres

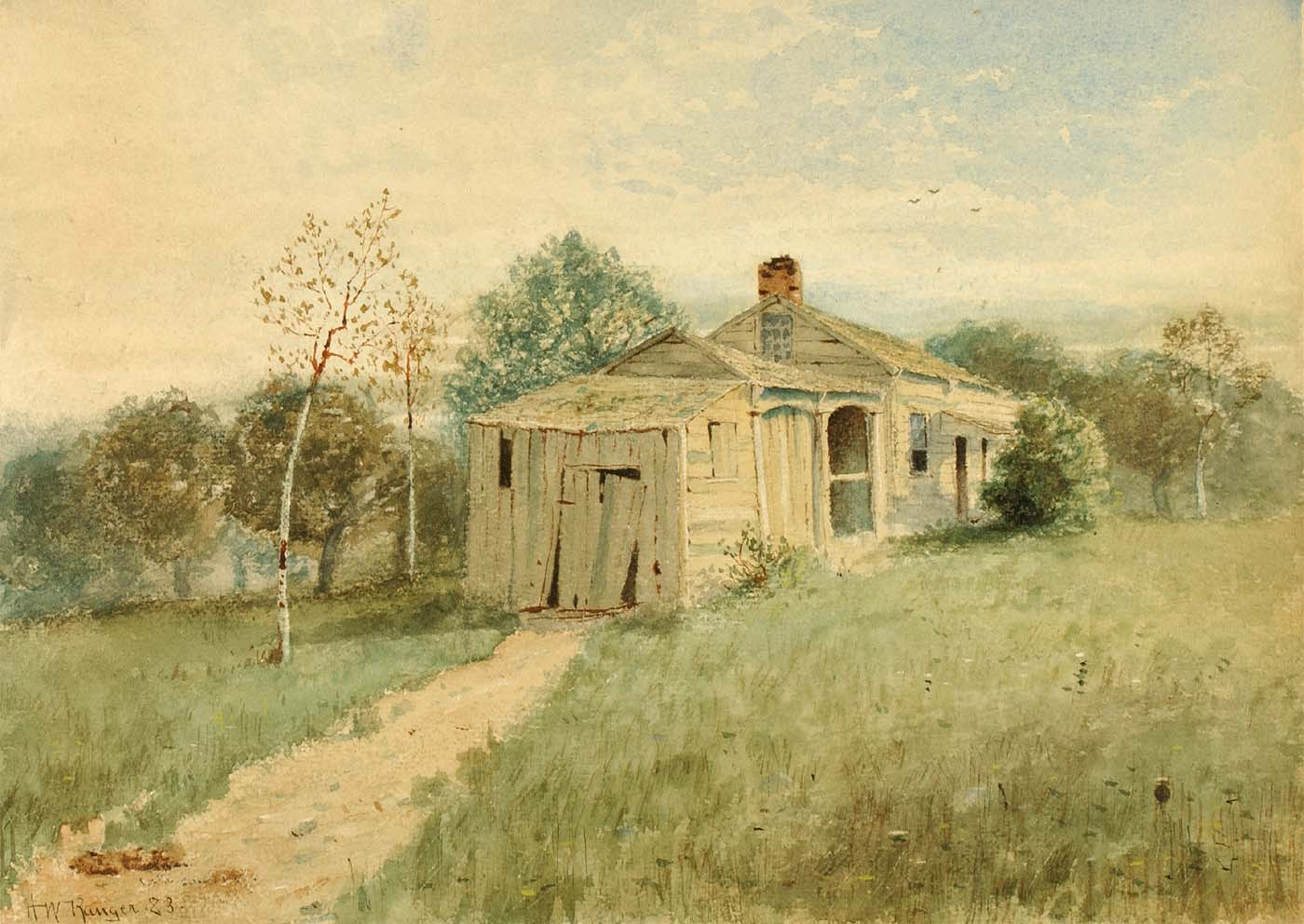
Sans titre, 1883, Smithsonian American Art Museum
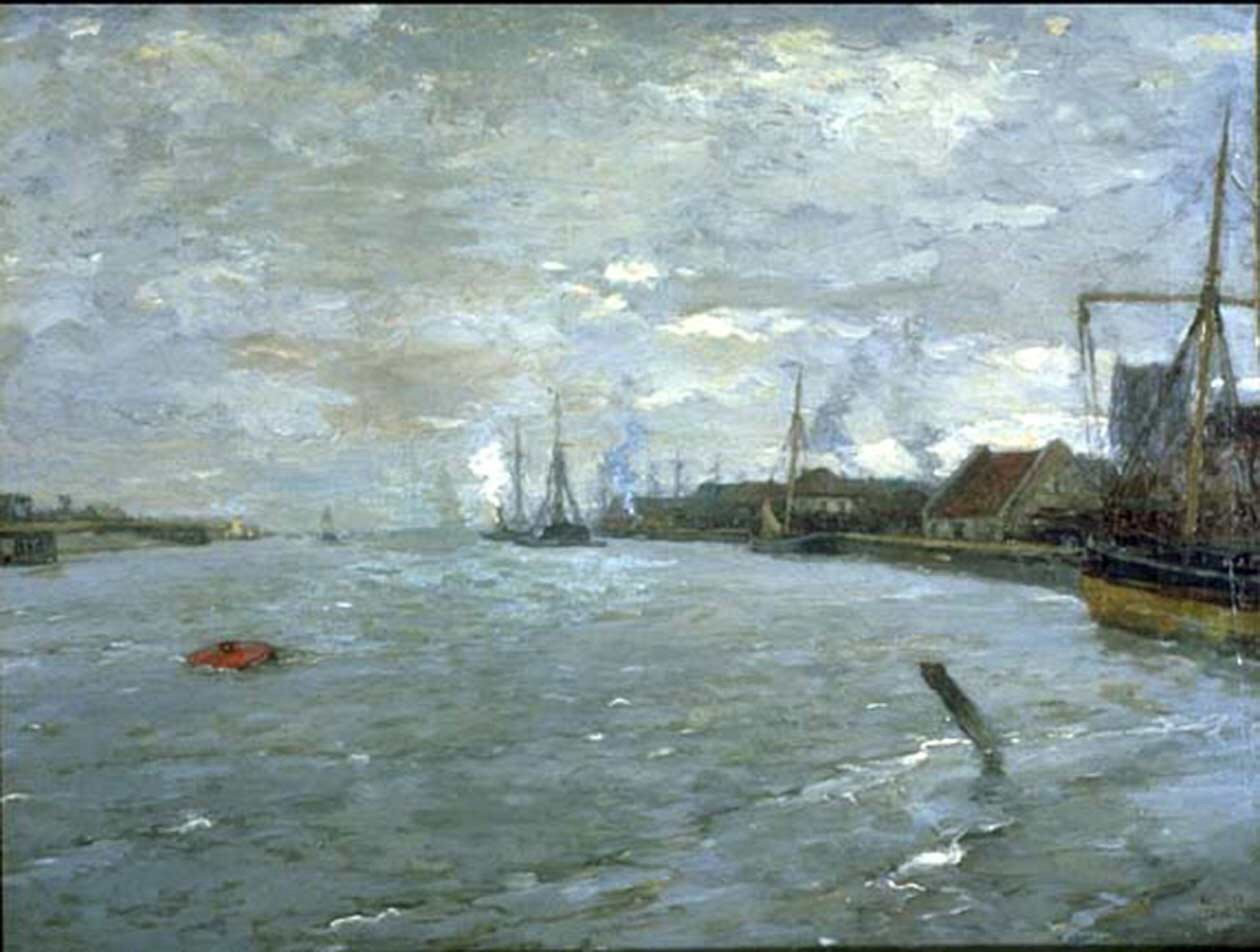
Dutch Harbour, vers 1890, Florence Griswold Museum
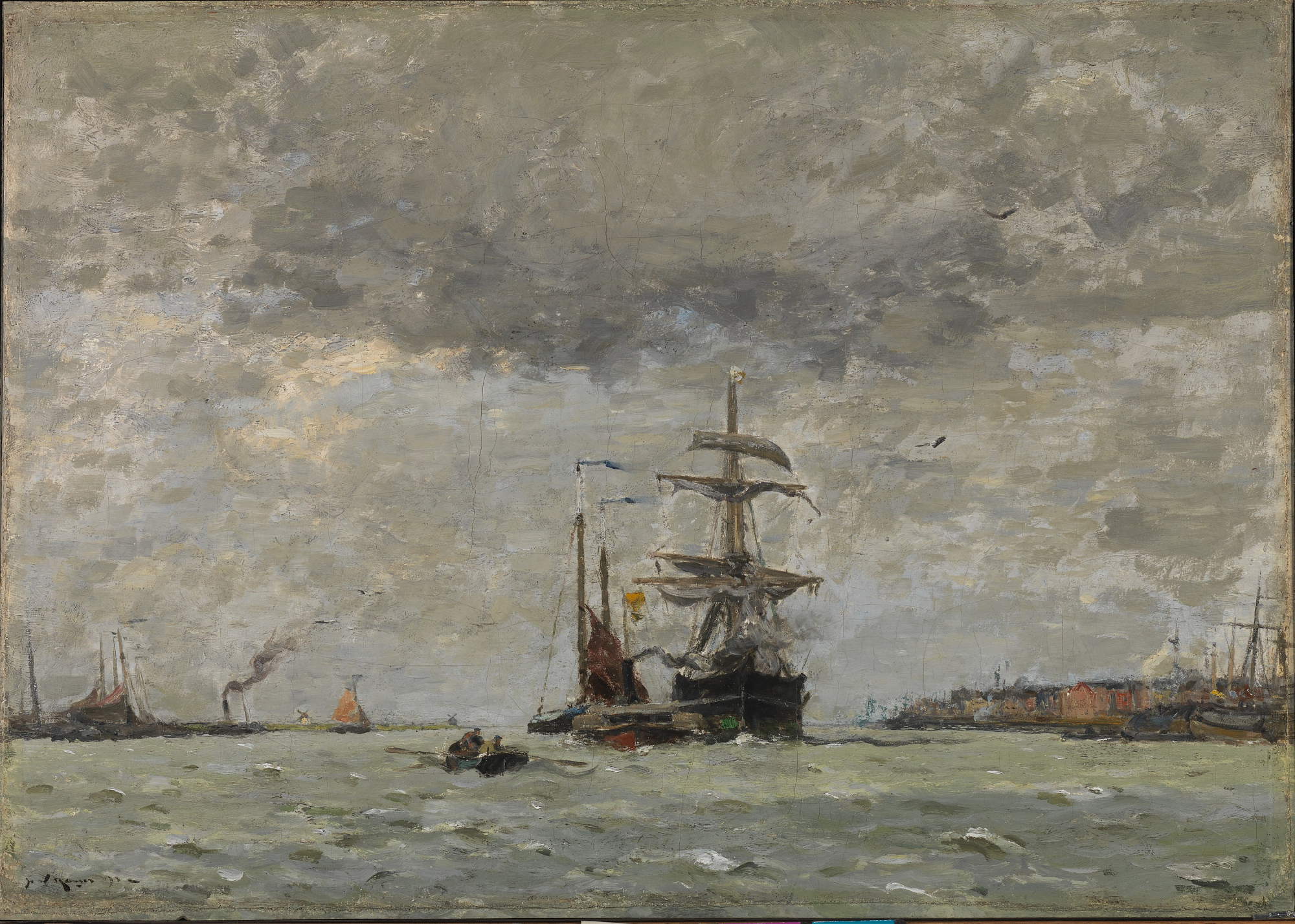
Entrance to the Harbor, 1890, Smithsonian American Art Museum
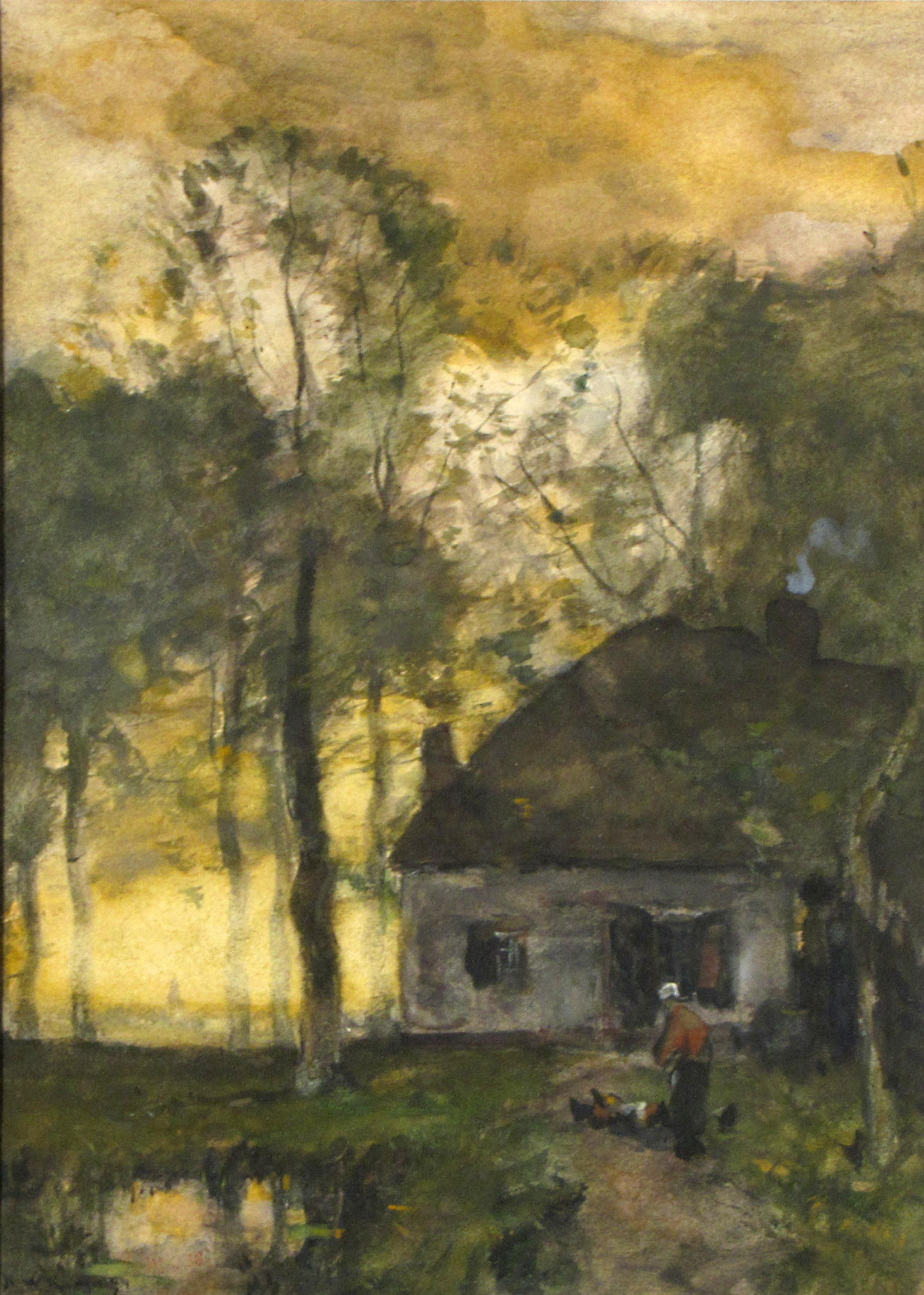
Farm Scene at Dawn, 1894
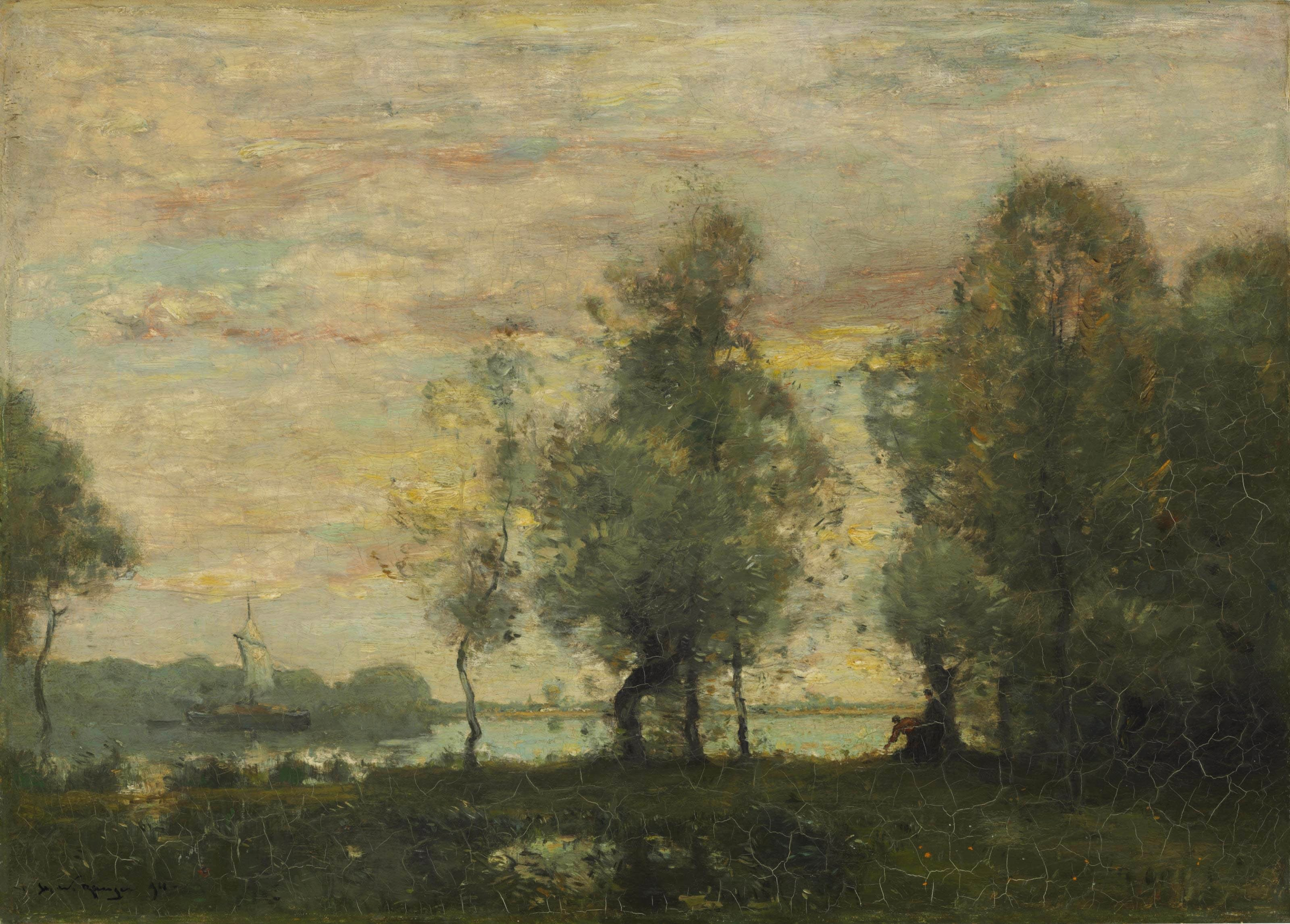
Landscape, 1894
The Lone Sentinel, 1895, Cleveland Museum of Art
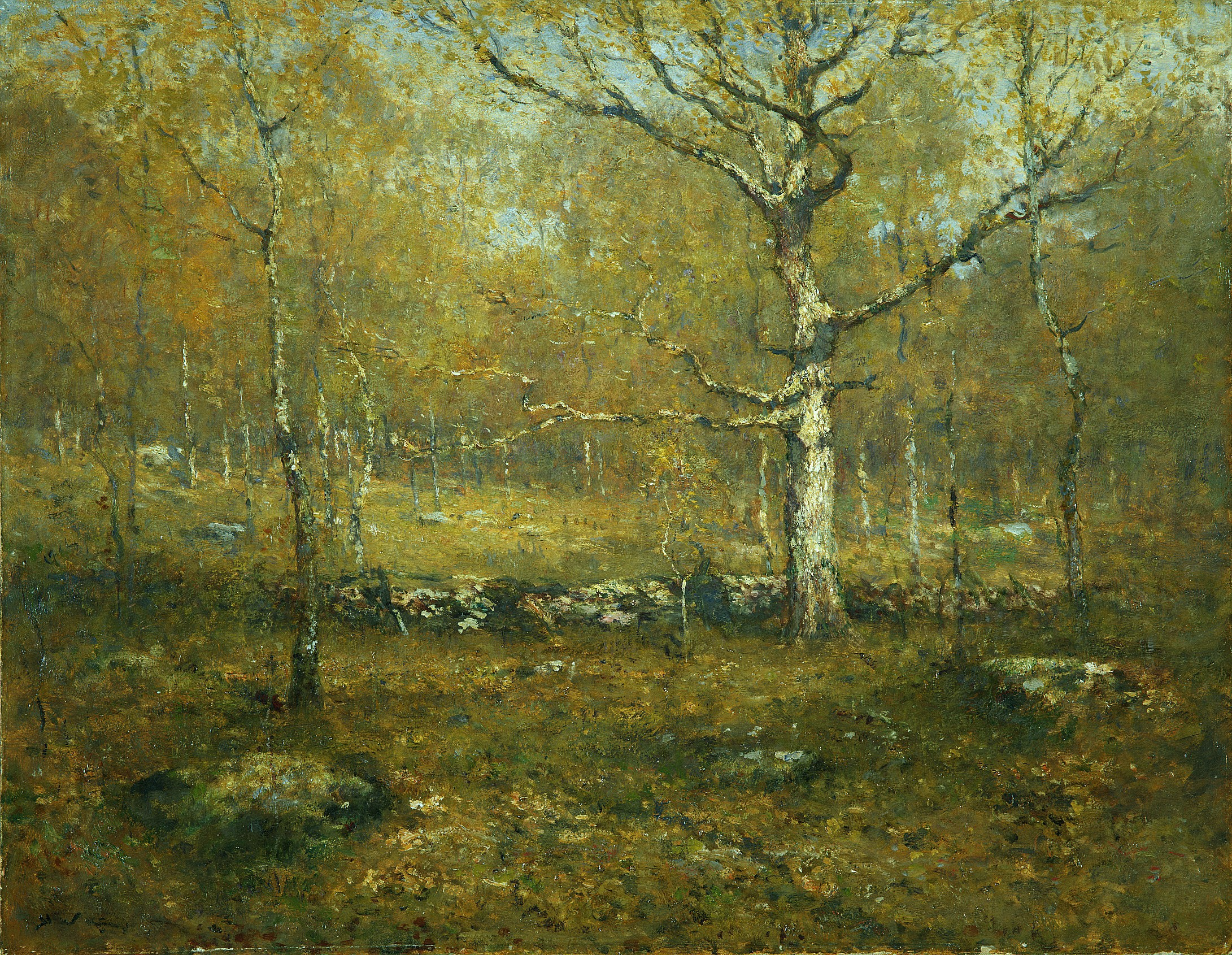
Spring Woods, vers 1895-1900, Metropolitan Museum of Art
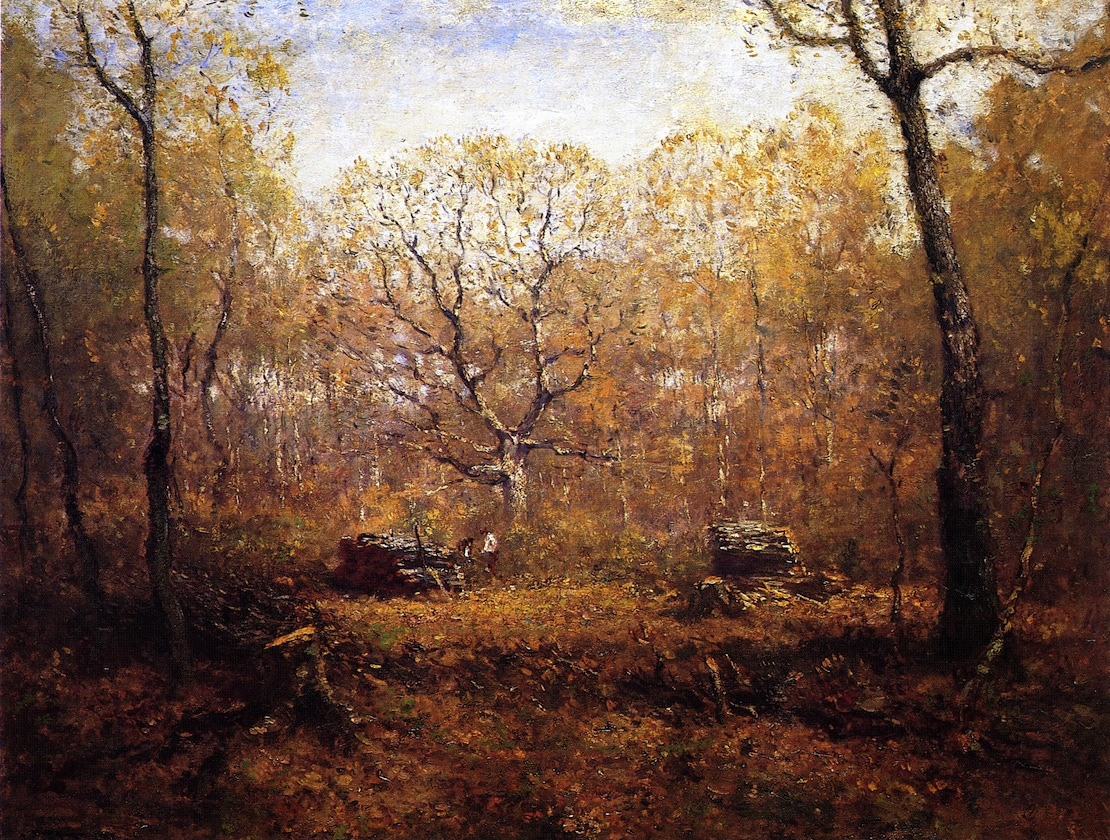
The Woodcutters, entre 1890 et 1899, Brigham Young University Museum of Art (en)
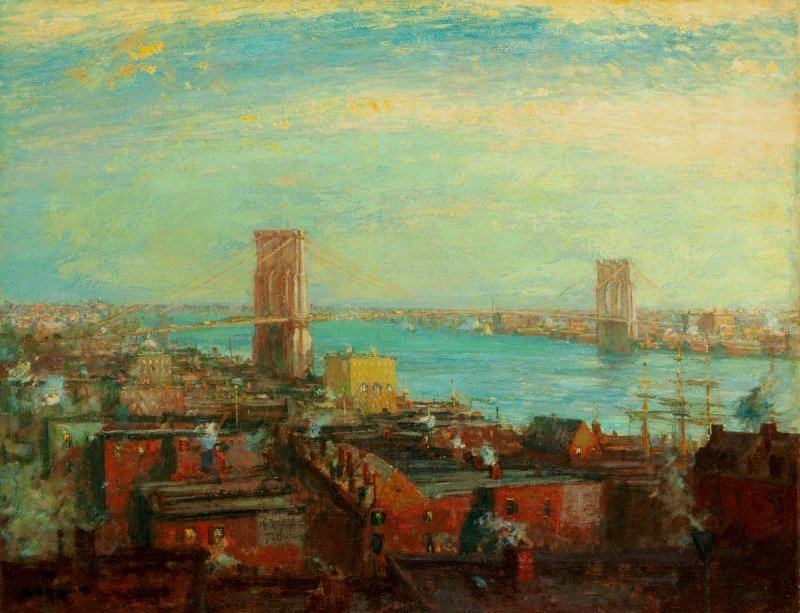
Brooklyn Bridge, 1899, Art Institute of Chicago
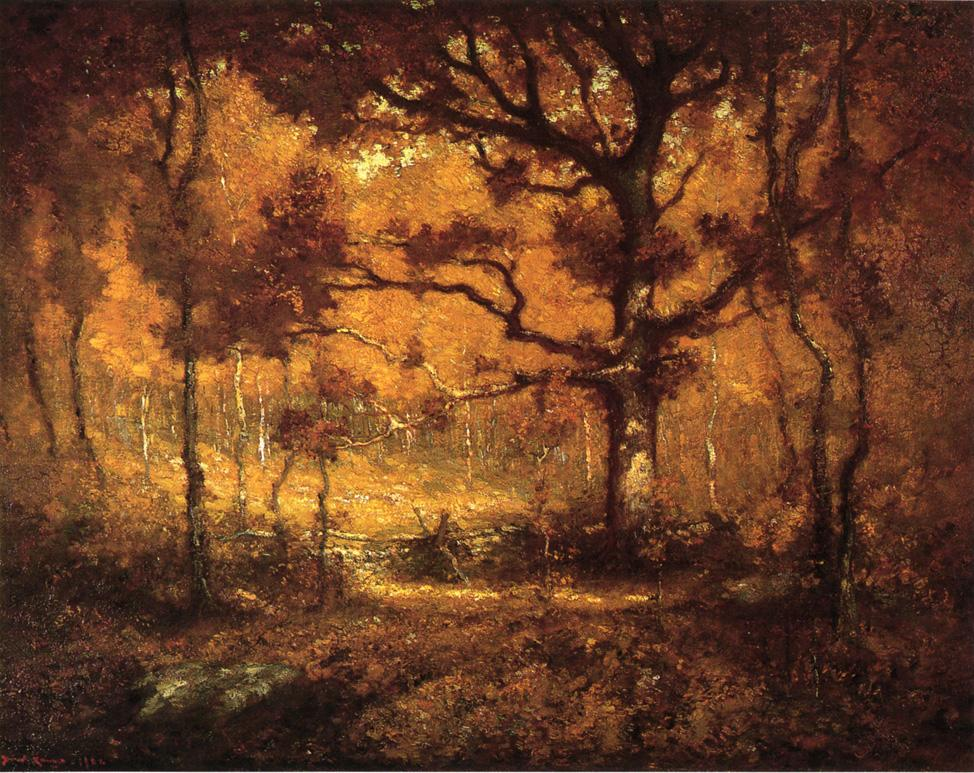
Autumn Woodlands, 1902, Florence Griswold Museum
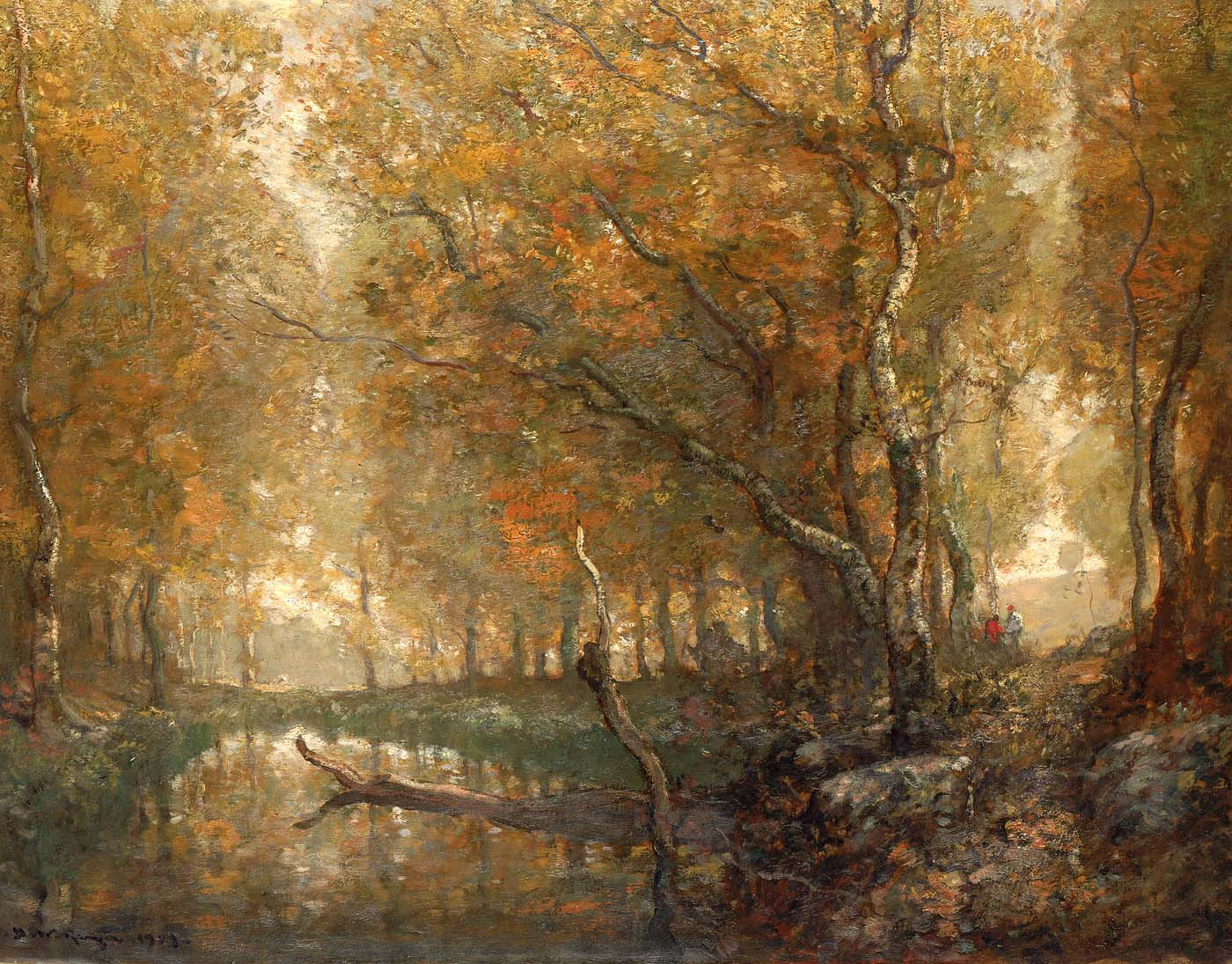
Bradbury's Mill Pond, 1903, Smithsonian American Art Museum
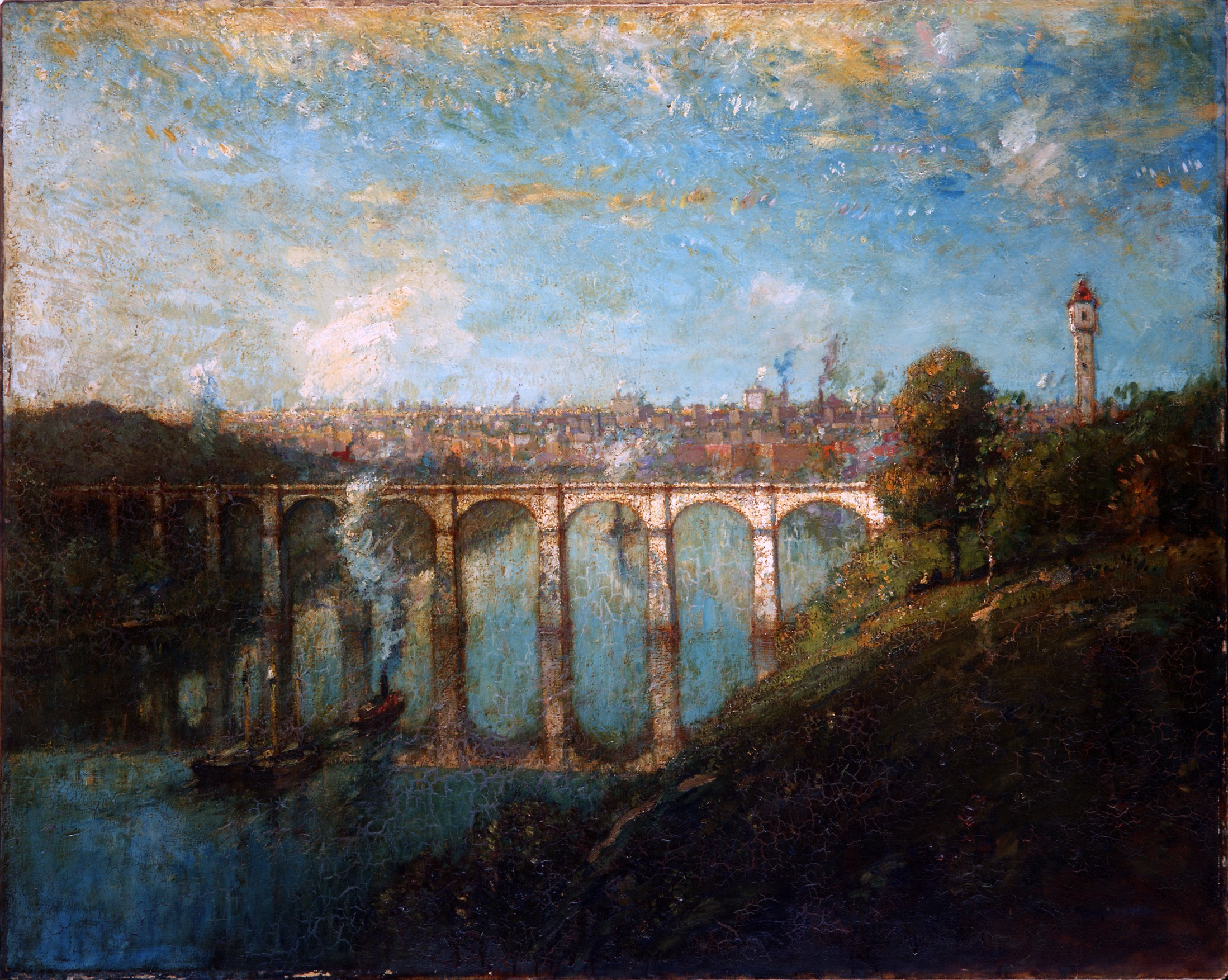
High Bridge New York, 1905, Metropolitan Museum of Art
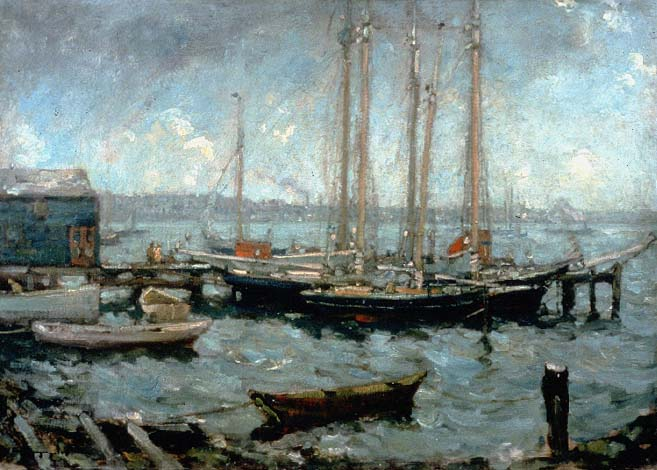
Ships in Harbor, Noank, 1906
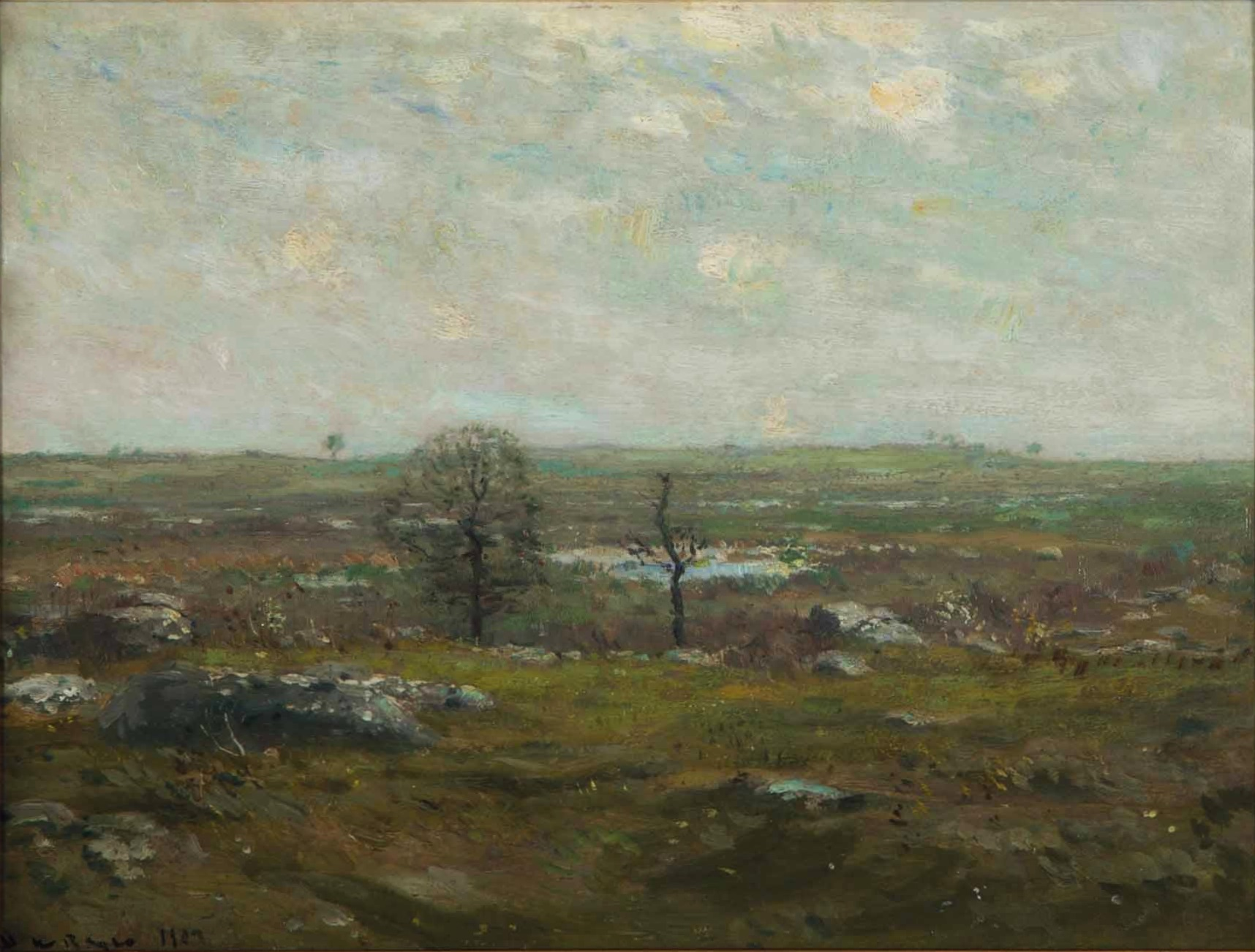
A Rocky Landscape, 1907
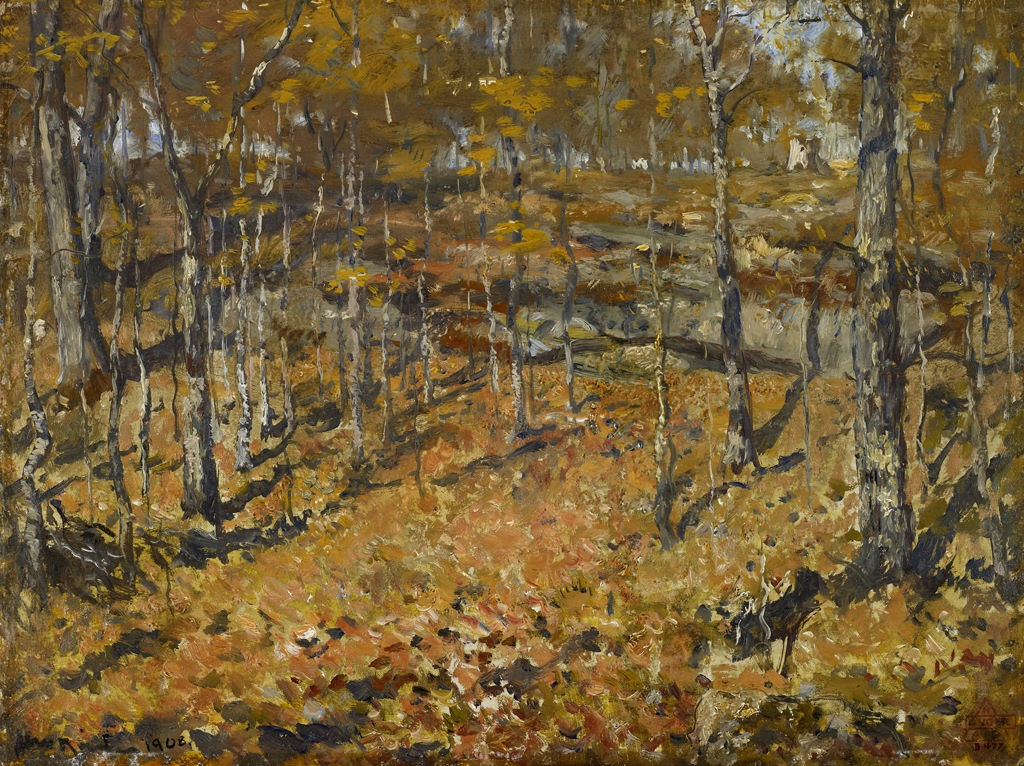
Autumn Woods, 1908
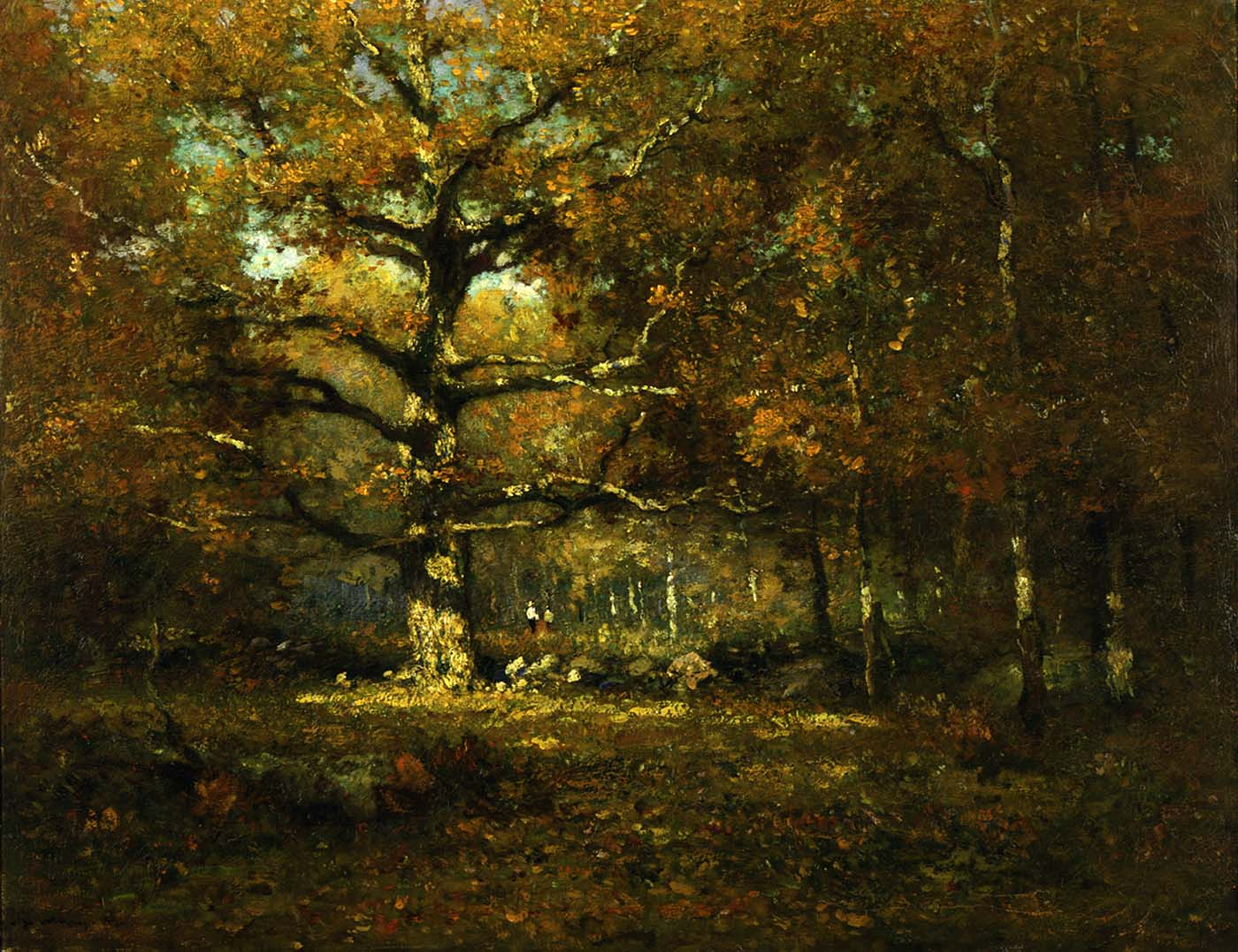
Connecticut Woods, 1909, Smithsonian American Art Museum
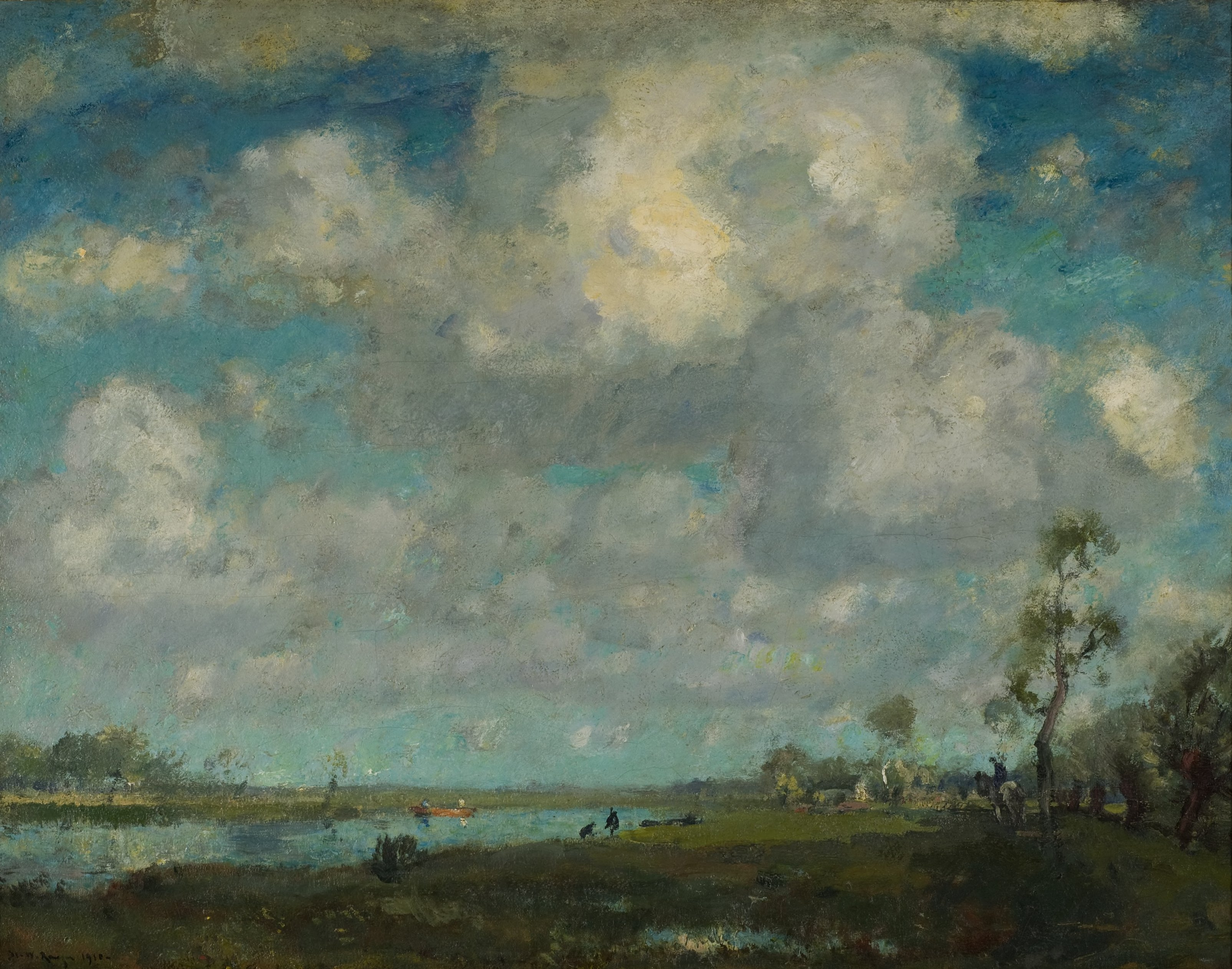
Long Point Marsh (en), 1910, Florence Griswold Museum
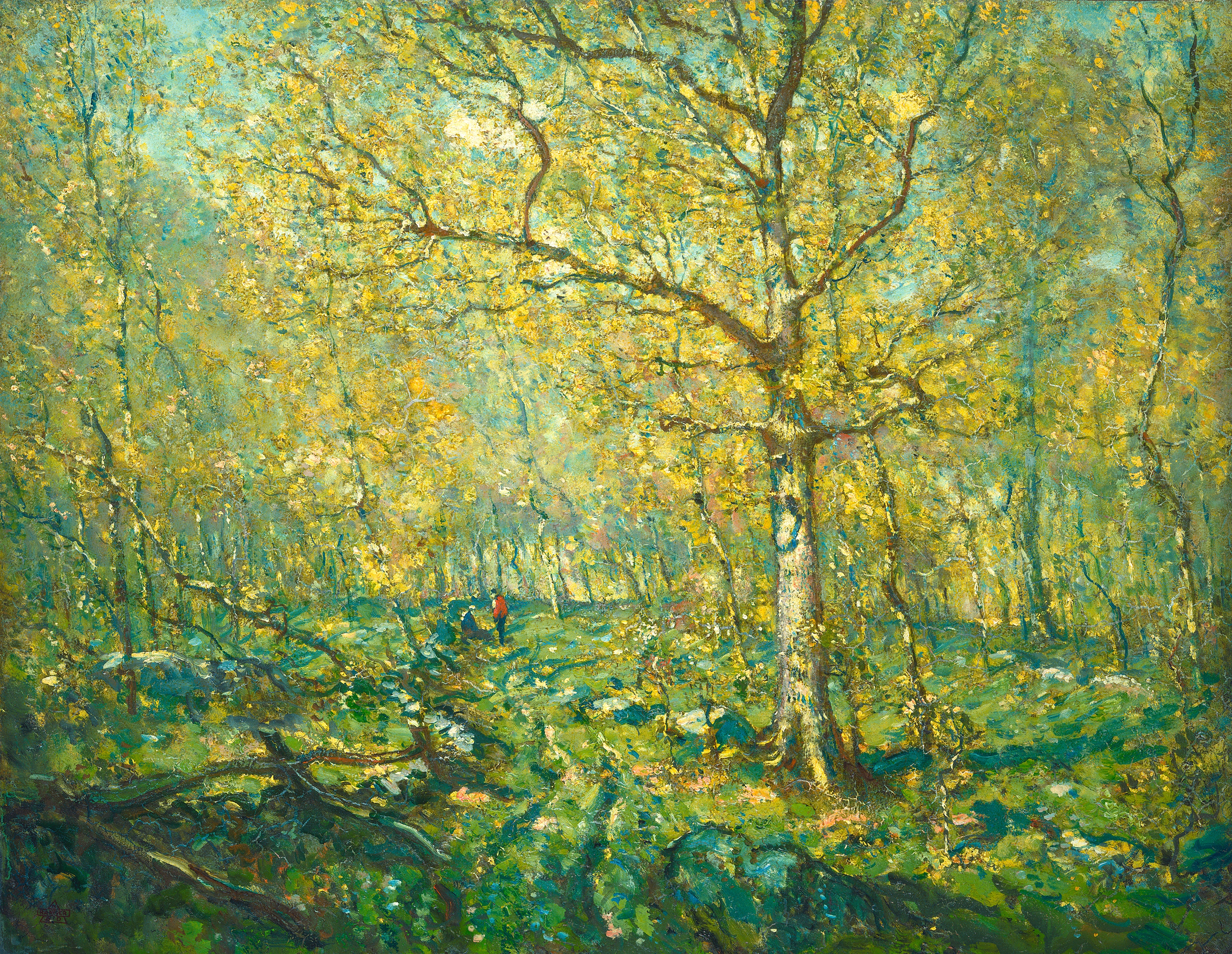
Spring Woods, vers 1910, National Gallery of Art
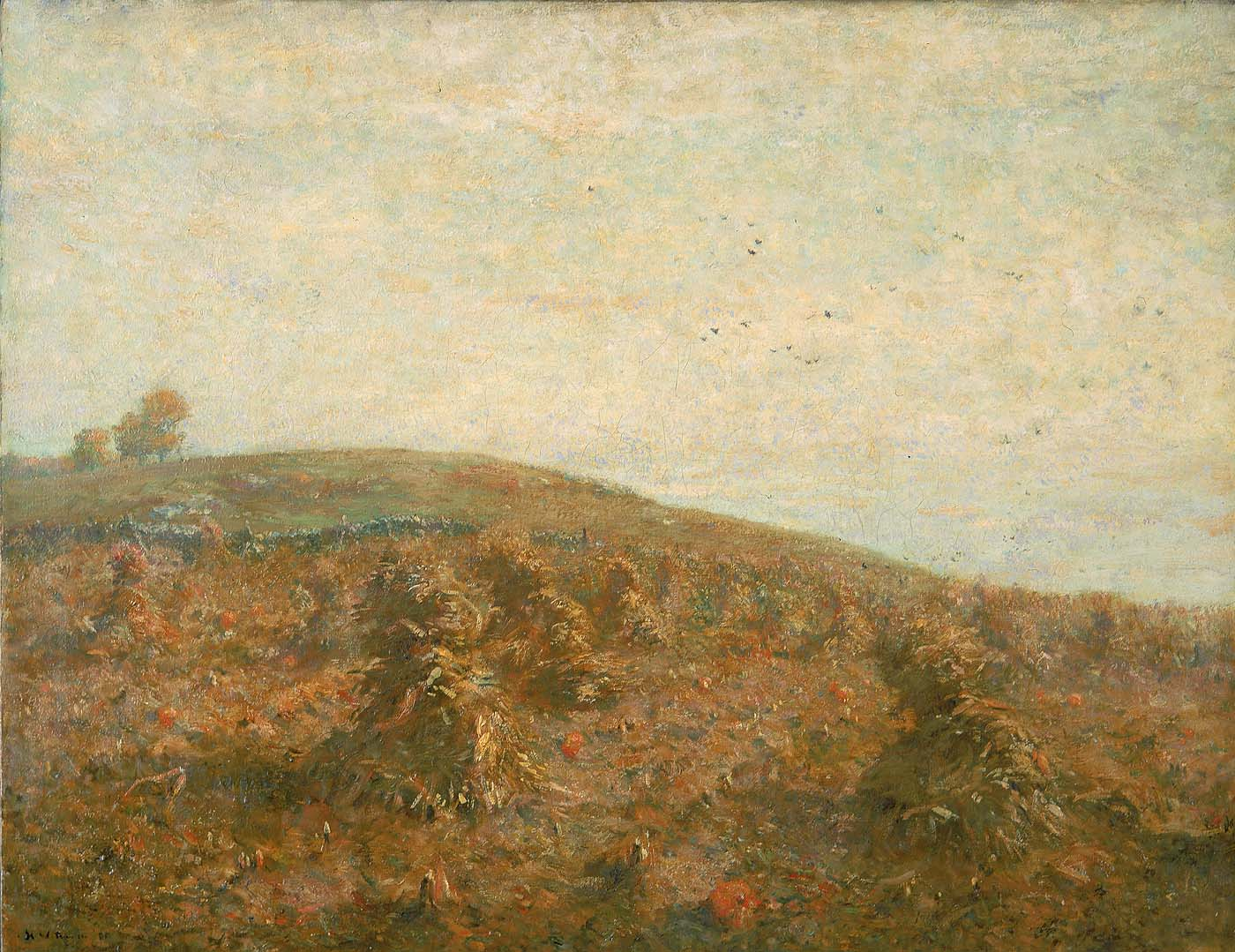
The Cornfield, avant 1910, Smithsonian American Art Museum
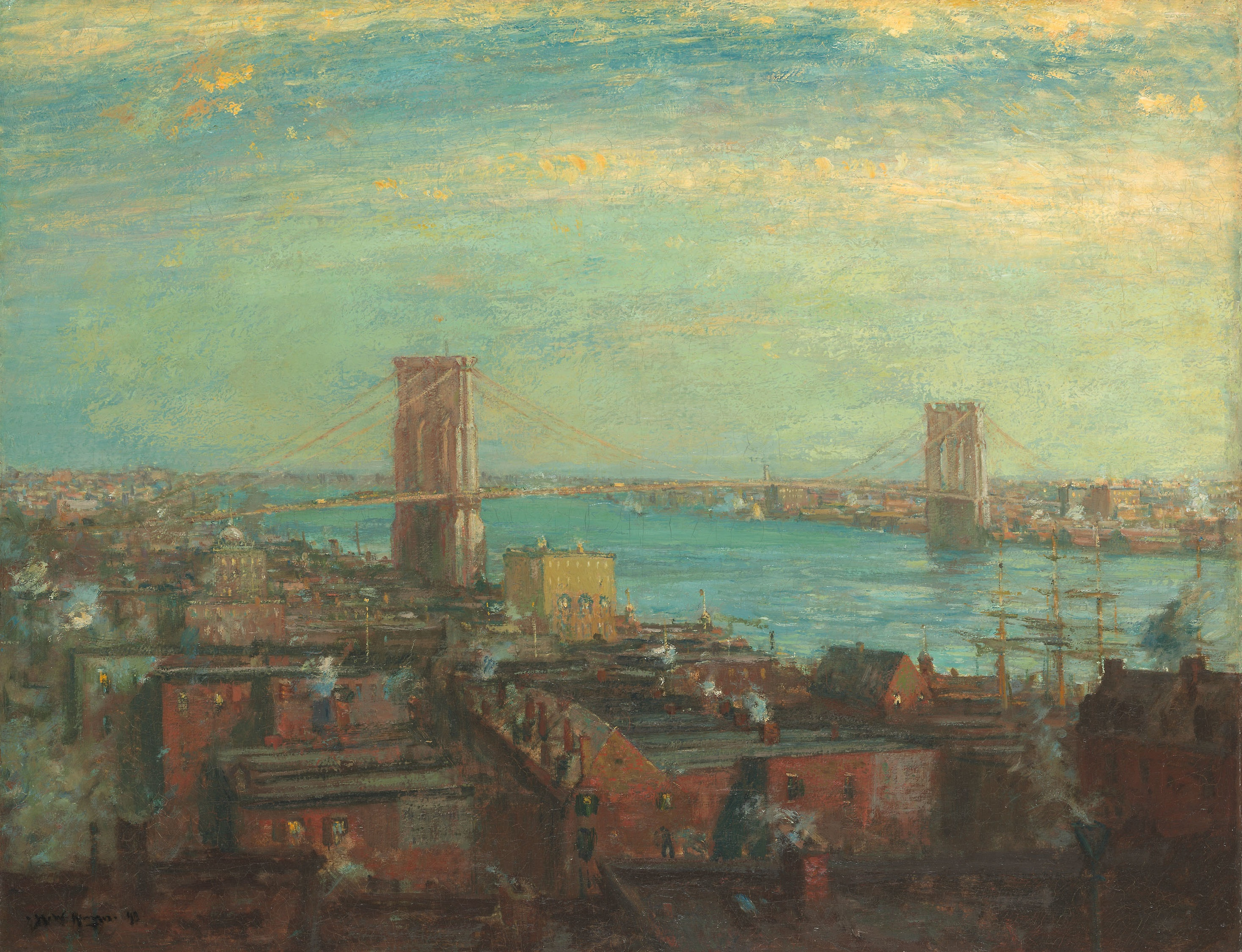
Brooklyn Bridge, 1925, Art Institute of Chicago
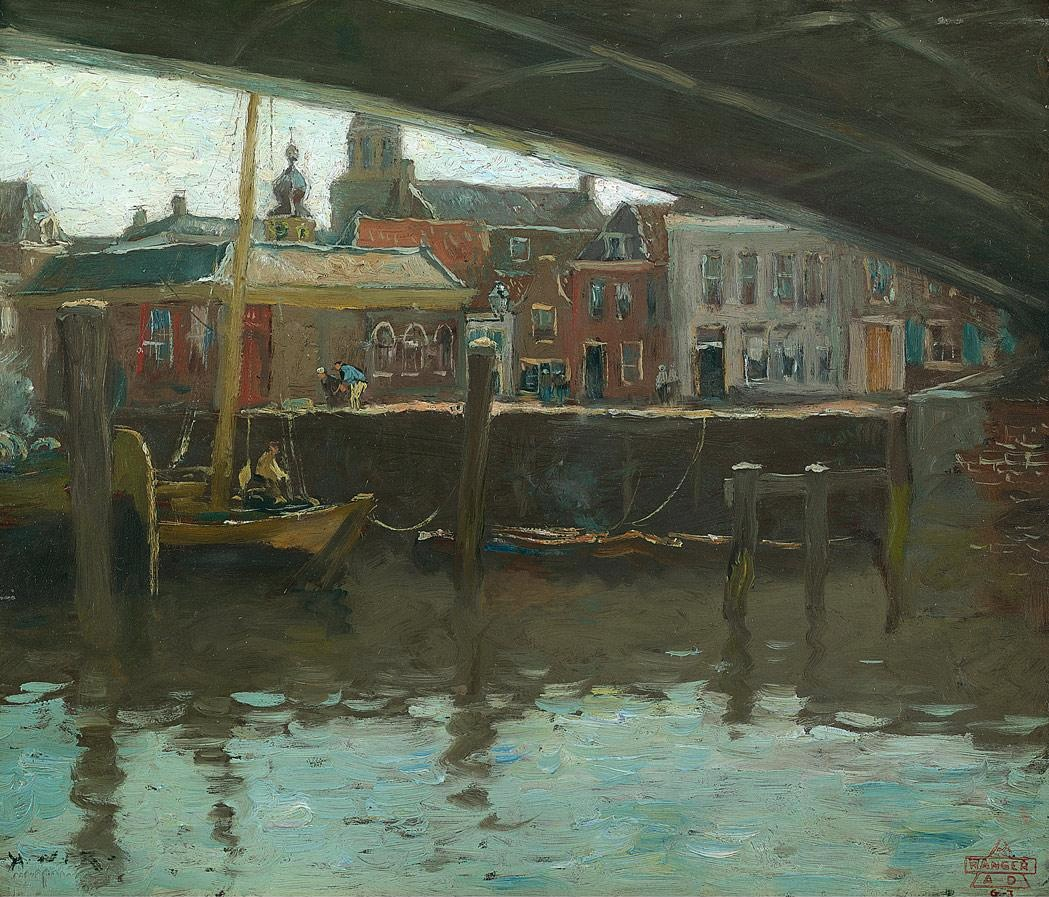
Underneath the Bridge, Amsterdam, sans date